# Il mercante di tappeti
Il mercante di tappeti (in francese: Marchand de tapis au Caire) è un dipinto a olio su tela di Jean-Léon Gérôme (1824-1904) conservato al Minneapolis Institute of Art.

## Storia
Dopo l'Esposizione Universale di Vienna del 1873 e come risultato dell'emergere di una classe media in Gran Bretagna, si aprì un mercato importante per i tappeti persiani. La fabbricazione del tappeto richiedeva materiali e manodopera specializzata e la domanda di tappeti persiani divenne così importante, che le lane venivano importate in Iran, da Manchester. Fino agli anni 1870, sembra che la produzione commerciale e la produzione a contratto fossero finanziate localmente da notabili persiani: magistrati, dignitari provinciali e proprietari terrieri. Il Cairo era uno dei centri più attivi per il commercio di tappeti.

### Orientalismo
L'orientalismo, un movimento artistico che vide il suo apice alla fine del XIX secolo, esplorò temi e motivi "esotici", sogni ad occhi aperti tratti da culture extraeuropee, in particolare dal mondo arabo e mediorientale. Questo movimento influenzò le belle arti e anche le arti decorative. Vari artisti francesi, come Eugène Delacroix, Jean-Léon Gérôme e Jean-Auguste-Dominique Ingres, dipinsero opere esplicative della cultura islamica. Gli storici dell'arte tendono a identificare due tipi di artisti orientalisti: i “realisti” che dipingevano ciò che osservavano e coloro che immaginavano scene orientaliste senza mai aver lasciato i loro studi.
Jean-Léon Gérôme fu uno dei pittori orientalisti più assertivi e influenti in Francia. Era molto realistico nello stile: volti, corpi, edifici e paesaggi sono accuratamente resi nei suoi dipinti.

## Descrizione
La scena, che ha un effetto teatrale, si svolge all'interno del cortile di un palazzo. Un gruppo di facchini del mercante presenta un grande tappeto che pende dal primo piano al piano del cortile. Un altro gruppo di quattro figure, viste di spalle e in eleganti costumi, rappresenta gli acquirenti. Essi rimangono in silenzio e, con il naso in aria, esaminano il tappeto, le cui qualità sono esaltate dai due mercanti che accompagnano le loro parole con gesti ampi ed eloquenti.
A destra, si trova un terzo gruppo di persone, con il piccolo corteo dei servi dei ricchi compratori e un asino bianco, destinato a trasportare il tappeto acquistato, mentre a sinistra si erge e in silenzio un guardiano nero, armato e avvolto nel suo cappotto tribale. Il tappeto, finemente dipinto con piccole pennellate di colore, una tavolozza molto ricca utilizzata dal pittore, presenta un rosone centrale su fondo verde, colore sacro per gli arabi. Ciò dimostra che è stato creato per essere venduto all'interno del mondo arabo e che è destinato a una moschea: su questo cuore verde, infatti, non si dovrebbe camminare con le scarpe.
Il pittore mostra una grande abilità nel rappresentare i tessuti, le pieghe dei tappeti sparsi per terra, i dettagli degli abiti dei due mercanti, che appartengono a una categoria sociale diversa da quella dei facoltosi compratori.

## Galleria d'immagini

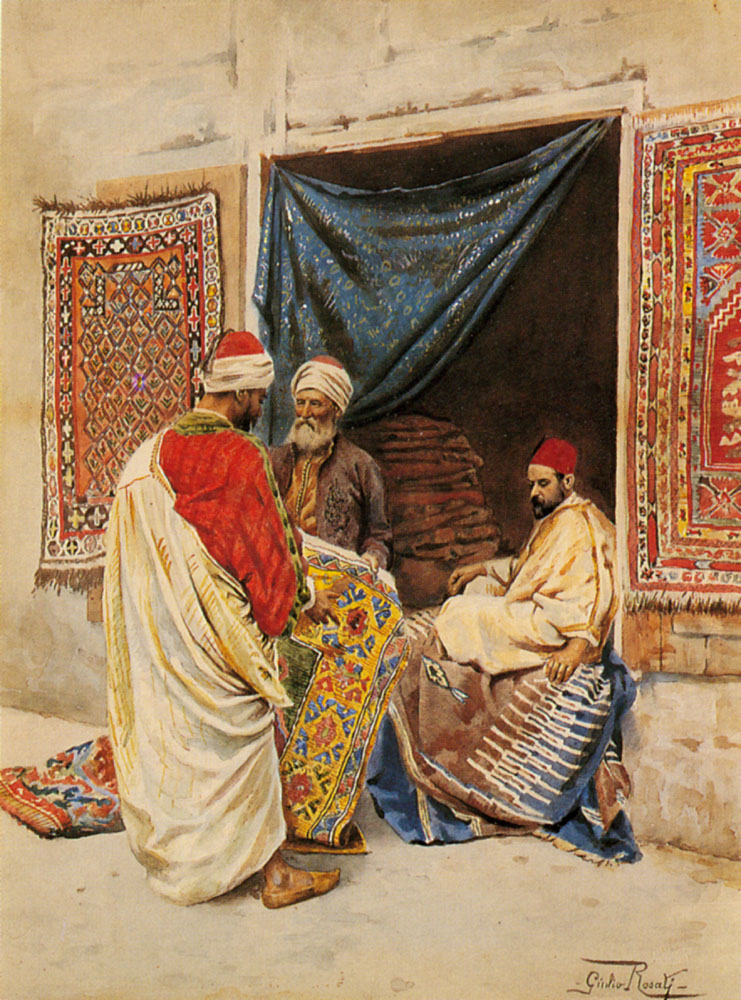
Giulio Rosati, Venditore di tappeti
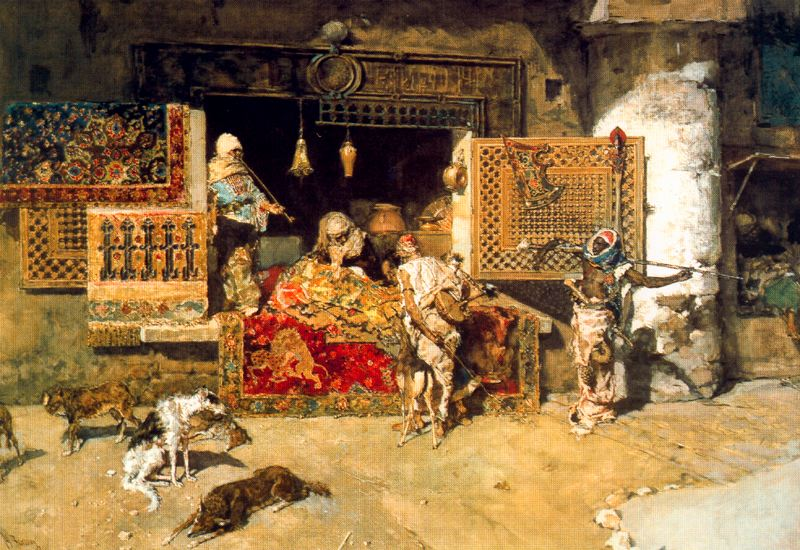
Marià Fortuny, Il mercante di tappeti in Marocco